# Jensen Ackles
Jensen Ross Ackles (Dallas, Texas, 1 de març de 1978) és un actor estatunidenc nascut l', a Dallas, Texas, però va ser criat a Richardson.

## Biografia
Jensen Ackles va néixer a Dallas (Texas), però es va criar a Richardson. Els seus pares, l'actor Alan Roger Ackles, i Donna Joan Shaffer van pensar a posar-li Justin però van acabar triant el nom de Jensen perquè és poc freqüent. Té un germà més gran, Joshua, i una germana petita Mackenzie, i les seves arrels són irlandeses, angleses i escoceses. Al principi tenia planejat estudiar medicina esportiva en la Texas Tech University i ser terapeuta físic, però va acabar mudant-se a Los Angeles per iniciar la seva carrera.
No comença la seva carrera d'actor fins que es gradua al Junior High School en Apollo Junior High i a LV Berkner High School a Richardson en els anys 1993 i 1996 respectivament.
Després de ser model infantil, en Jensen es va centrar en la seva carrera d'actor des de 1996, quan va fer petits papers per a sèries de televisió com Seventh heaven, Mr. Rhodes, Sweet Valley High o Cybill.
El 1997, es va unir a la sèrie Days of Our Lives, en el personatge d'Eric Brady, amb el qual va guanyar el Soap Opera Digest Award el 1998 on va aconseguir tres nominacions als Emmy (1998, 1999, 2000).
Posteriorment en Jensen, va fer una pel·lícula per a la televisió titulada Blonde, basada en la vida de Marilyn Monroe, al costat de Patrick Dempsey. Després va participar com a convidat en molts dels capítols de la sisena temporada de Dawson's Creek interpretant el paper de "C.J.". Posteriorment va rodar diversos episodis per a una sèrie mai emesa de la Fox, Still life i va tenir un petit paper en el curt "The Plight of Clownana".
En Dark Angel, va començar com a aparició especial en la primera temporada Ben/X5-493, personatge que moria en aquest mateix capítol. No obstant això, en la segona temporada, va entrar com a protagonista, interpretant el personatge d'Alec/X5-494, germà bessó del primer. Es va mantenir en aquesta sèrie, fins que va ser cancel·lada.
Va quedar segon per darrere de Tom Welling en el càsting de Smallville, i va aparèixer en la 4º temporada de la sèrie interpretant al misteriós Jason Teague, el nuvi de Lana Lang. Per fer-ho va haver de rebutjar el paper que havia obtingut en la sèrie Tru Calling, així que en honor d'ell li van posar a aquest personatge el nom de Jensen.
Just després d'haver participat en Smallville obté el seu primer paper protagonista com a Dean Winchester al costat de Jared Padalecki en una altra exitosa sèrie de Warner, Supernatural, on Ackles i Padalecki interpreten a dos germans, Dean i Sam Winchester, els qui al costat del seu pare John (interpretat per Jeffrey Dean Morgan) es veuen exterminant dimonis, fantasmes i altres criatures similars i enfrontant-se a situacions aterridores, basades en llegendes i mitologies urbanes.
El 2007 va estrenar una pel·lícula titulada Ten Inch Hero, i anteriorment va fer "Devour", cinta en la qual també participava el seu pare. Durant els dies 5-10 de juny del mateix any, Jensen va fer la seva primera incursió en els escenaris, en el teatre Casa Demà, Fort Worth, Texas, juntament amb Lou Diamond Phillips, amb una nova adaptació de l'obra Alguns homes bons, com el tinent Daniel Kaffeecon.
El gener del 2009 es va estrenar My Bloody Valentine que és el remake de la famosa pel·lícula slasher dels anys 80, i la qual li dona la gran oportunitat a Jensen de ser l'estrella d'una pel·lícula, durant dues setmanes va ser la més vista a Amèrica. Amb això, a més, es va enfrontar a Jared Padalecki per guanyar la taquilla cinematogràfica, ja que tots dos van protagonitzar esperats remakes de clàssics del cinema de terror dels 80: My Bloody Valentine (Ackles) i Viernes 13 (Padalecki).
El cap de setmana del 12 i 13 de juny de 2010, Jensen acudirà com convidat a la convenció de Supernatural Rising Con, que es realitzarà a Barcelona (Espanya)
S'especula que pugui estar en l'exitosa saga basada en el video jocs de Resident Evil en el paper de Leon S. Kennedy.

## Vida personal
El dissabte 15 de maig del 2010, va contreure matrimoni amb la seva promesa amb la qual sortia des de feia 3 anys, Danneel Harris, actriu i model (amb qui va treballar en Ten Inch Hero), a l'Hotel Mitjana Lluna Vermella a Dallas. Ackles va utilitzar un esmòquing tradicional amb una corbata de llaç. Mentrestant, Danneel, va lluir un vestit de Monique Lhuiller blanc de la col·lecció Tardor 2010 i va dur el cabell sense recollir.

## Filmografia
| Any         | Títol                                                     | Paper                    | Notes                          |
| ----------- | --------------------------------------------------------- | ------------------------ | ------------------------------ |
| 2022-2024   | The Boys                                                  | Soldier boy/ Ben         | Sèrie de Max (Temporada 3 y 4) |
| 2011        | Viernes 13 II, Jason vuelve3D                             | Chris Davis              | Pel·lícula (Protagonista)      |
| 2010        | Batman: Bajo La Capucha Roja                              | Red Hood                 | Pel·lícula animada             |
| 2009        | My Bloody Valentine 3D (San Valentin Sangriento 3D)       | Tom Hanniger             | Pel·lícula                     |
| 2007        | Ten Inch Hero (Diez Pulgadas)                             | Boaz "Priestly"          | Pel·lícula                     |
| 2005-2020   | Supernatural                                              | Dean Winchester          | Sèrie de TV (Protagonista)     |
| 2005        | Devour (Conexión Satánica)                                | Jake Gray                | Pel·lícula                     |
| 2004 - 2005 | Smallville                                                | Jason Teague             | Sèrie de TV (Temporada 4)      |
| 2004        | The Plight of Clownana (La difícil situación de Clownana) | Jensen                   | Sèrie de TV                    |
| 2003        | Still Life (Naturaleza Muerta)                            | Max Morgan               | Sèrie de TV                    |
| 2002 - 2003 | Dawson's Creek                                            | CJ                       | Sèrie de TV                    |
| 2000 - 2002 | Dark Angel                                                | Ben/X5-493 y Alec/X5-494 | Sèrie de TV                    |
| 2001        | Blonde (Rubia)                                            | Eddie G                  | Pel·lícula                     |
| 1997 - 2000 | Days of our Lives                                         | Eric Roman Brady         | Sèrie de TV                    |
| 1997        | Cybill                                                    | David                    | Sèrie de TV                    |
| 1996        | Mr. Rhodes                                                | Malcom                   | Sèrie de TV                    |
| 1996        | Sweet Valley High                                         | Brad                     | Sèrie de TV                    |
| 1996        | 7th Heaven                                                | Halloween # 9 chico      | Sèrie de TV                    |
| 1995        | Wishbone                                                  | Michael Duss             |                                |